# Podles
Podles (mac. Подлес) – wieś w centralnej Macedonii Północnej, terytorialnie i administracyjnie należąca do gminy Gradsko. Według stanu na 2002 rok jej liczebność wynosiła 49 mieszkańców.

położenie wsi na mapie gminy

Według danych ze spisu powszechnego przeprowadzonego w 2002 roku, wieś Podlec zamieszkiwało 49 osób deklarujących następującą narodowość: 
- Macedończycy – 49 (100%)